# Le dieu bleu

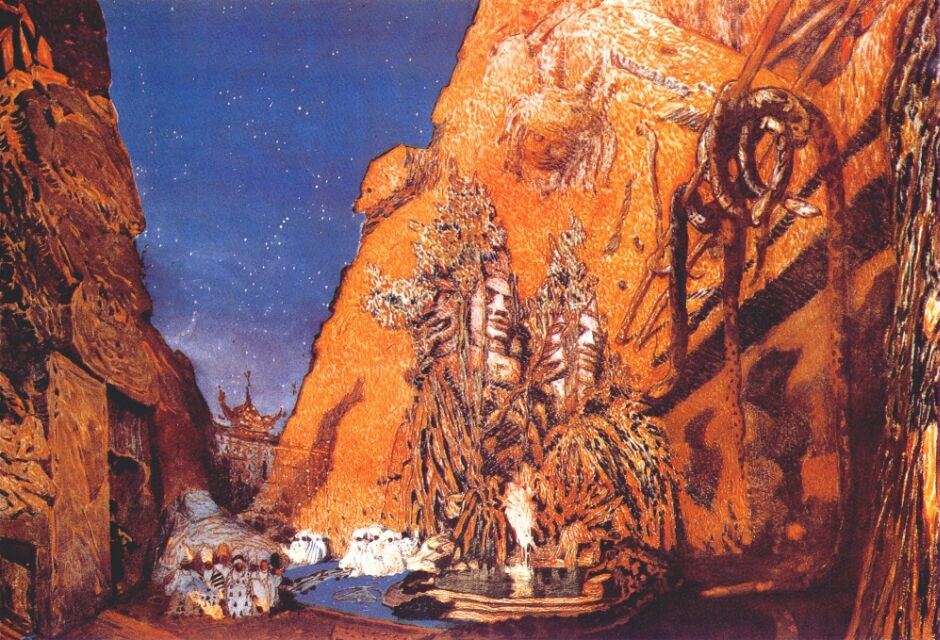
Het decor voor Le dieu bleu (Bakst, 1911)

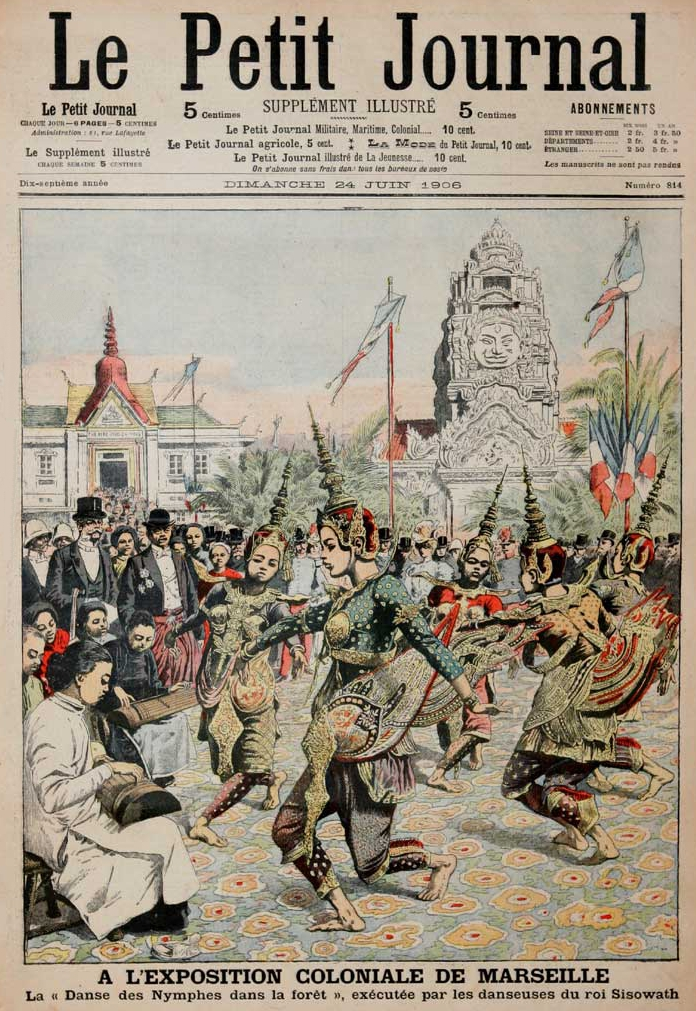
Bakst bestudeerde media over de expo te Marseille, zoals deze Le Petit Journal cover

Le dieu bleu (Nederlands: De blauwe god; Russisch: Синий Бог, Sini Bog) is een ballet in één bedrijf van Michel Fokine. Het speelt zich af in India en toont de Hindoe-godheid Krishna die twee geliefden herenigd. Jean Cocteau en Federico de Madrazo y Ochoa schreven het libretto. De Franse componist Reynaldo Hahn componeerde de muziek. De Russische kunstenaar Léon Bakst verzorgde de kostuums en het decor.
De Ballets Russes brachten Le dieu bleu in première op 13 mei 1912 in het Théâtre du Châtelet te Parijs. Vaslav Nijinsky en Tamara Karsavina dansten de hoofdrollen. Het ballet was echter een flop; het publiek beschouwde het drama als zwak en Hahns muziek werd verguisd. De ontwerpen van Bakst gelden wel als meesterwerk. Ook de choreografie van Fokine was innovatief. In 1912 was het exotisme van Le dieu bleu echter uit de mode.

In 2011 werd een nieuwe versie opgevoerd.

## Verhaal
Een warme avond in India, verschillende eeuwen geleden. Een menigte bij een poel met daarachter een tempel, uitgehouwen in de rotsen. Een jonge man staat op het punt priester te worden bij de tempel. De mensen wachten op de aanvang van de ceremonie. Een jonge vrouw komt aangerend. Ze knielt voor de voeten van de jongeman. Ze wil niet dat hij haar verlaat voor het priesterschap. Om hem te overtuigen, begin ze te dansen. De priesters van de tempel zijn gechoqueerd en leiden de jongeling weg. De poorten van de tempel gaan dicht en de vrouw blijft radeloos achter.
Demonische wezens verschijnen nabij de vrouw. Ze kalmeren echter bij de intrede van twee goddelijke entiteiten: de blauwe god Krishna, die uit de poel opstijgt, en een godin die uit een lotusbloem komt. Krishna betovert de monsters door op zijn fluit te spelen. De godin vangt hen in een plantenmassa. De priesters zijn verbaasd over de goddelijke interventie. Ze vallen voor de jonge vrouw op hun knieën. De jongeman besluit de tempel te verlaten en keert terug naar zijn geliefde. De godin laat een gouden trap uit de hemel neerdalen. Krishna bestijgt de trap en verdwijnt in de wolken.

## Choreografie
De Russische choreograaf Michel Fokine ontwierp de dansen voor Le dieu bleu te Sint-Petersburg, in de winter van 1911-1912. Hij creëerde voor het ballet geheel nieuwe bewegingen op basis van Siamese en Indische dans. Het publiek en de critici hadden moeite met de statische poses die Fokine aan deze tradities had ontleend en die botsten met het vloeiend en expressief bewegen dat destijds populair was. Vooral de rol van Krishna, oorspronkelijk vertolkt door de atletische Nijinsky, is statisch.
Ondanks de slechte ontvangst was Le dieu bleu een belangrijk ballet voor de ontwikkeling van de westerse dans. Fokine introduceerde nieuwe uitdrukkingen op basis van figuratieve kunst en Indische esthetiek. Hij baseerde zijn passen op diverse bronnen. In 1900 woonde hij te Sint-Petersburg een voorstelling bij van het Siamees hofballet (Siam Nai But Mahin). De indrukken die hij daar opdeed verwerkte hij in dit ballet. De choreografie voor Krishna is vooral afgeleid van beelden van de Hindoe-godheden Krishna en Vishnoe.

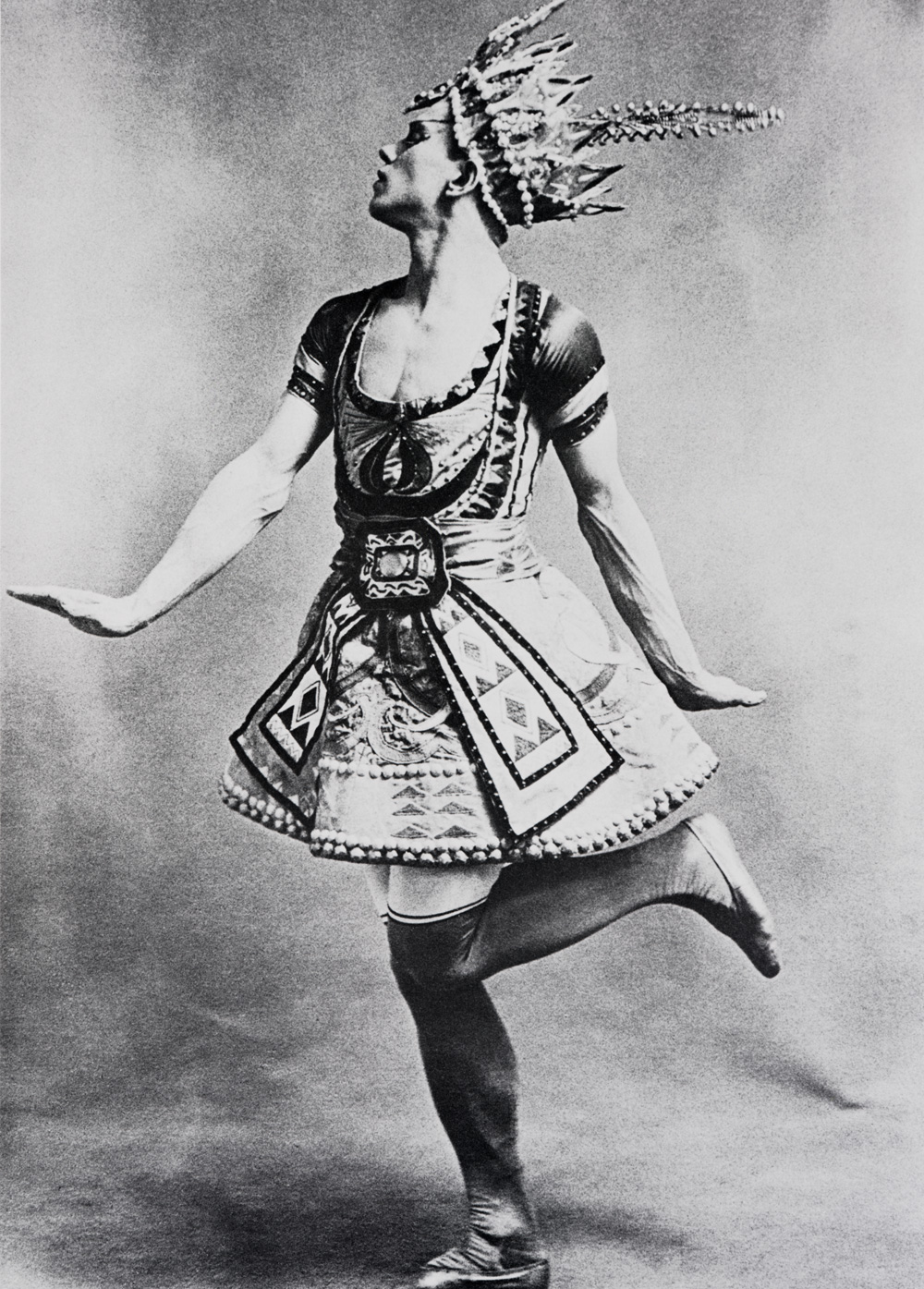
De poses van Nijinsky als blauwe god zijn gebaseerd op beelden van Krishna en Vishnoe
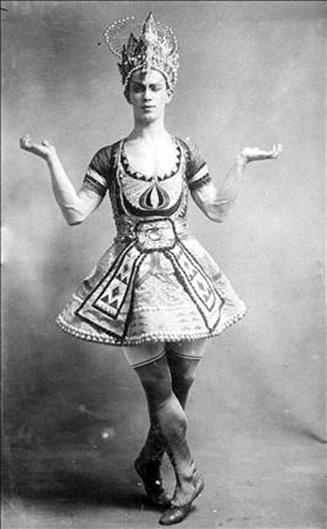
Nijinsky steunt op de bal van zijn voeten, wat niet strookt met authentiek Thaise dans
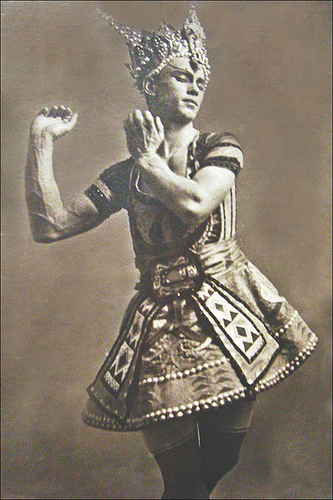
De aparte beweging van hoofd en torso is ook een aanpassing uit de westerse klassieke dans

De choreografie van Fokine is niet bewaard gebleven, op enkele oude foto's en schilderijen na. Het is wel duidelijk dat Fokine en Nijinsky de Siamese dans aanpasten in plaats van kopieerden. Bij een authentiek Thaise dansstijl blijven de voeten steeds plat op de grond. In verschillende foto's steunt Nijinsky echter op de bal van de voet. Wel vraagt de choreografie voor Krishna om het bovenlichaam naar beneden te drukken. Dit is ontleend aan Thaise techniek en tegengesteld aan de verlenging van de opwaartse beweging in de voeten die westerse dansers gewoon zijn. Een ander verschil zit in de opdeling van het lichaam. Thaise dans houdt het hoofd en de torso samen, door het lichaam te verdelen in een portie boven en onder de taille. Fokine wees beweging toe aan de vier delen van het lichaam volgens klassieke dans: de voeten, de benen (van de enkels tot de taille), de torso en het hoofd.

## Muziek
De Franse componist Reynaldo Hahn schreef de muziek voor Le dieu bleu. Hahn volgde een academische esthetiek en verwierf bekendheid als een vertolker van Mozart. Zijn artistieke positie botste met de meer modernistische visie die Sergej Diaghilev voor zijn Ballets Russes had. Diaghilev was ontevreden met de compositie, maar voelde zich verplicht de muziek te gebruiken. Hahn had rijke vrienden in Parijs. Diaghilev wilde het verlies van hun steun aan de Ballets Russes niet riskeren. Ook het publiek en de critici vonden de muziek van povere kwaliteit, niet meer dan 'salonmuziek'.

## Kostuums en decor
| |  |  |
| LINKS: Het kostuumontwerp van Léon Bakst voor de blauwe god (1911) RECHTS: Vaslav Nijinsky in die rol voor de Ballets Russes (1912) |  |  |

Léon Bakst voorzag het ballet van kostuums en decorstukken. Zijn bijdragen werden goed ontvangen en gelden als meesterwerken in de geschiedenis van kostuumontwerp. Bakst baseerde zijn ontwerpen op posters en ander gedrukt materiaal van een Cambodjaans dansgezelschap dat in 1906 Parijs aandeed. Het is mogelijk dat hij ook indrukken verwerkte van Siamese dansers die in 1900 in Sint-Petersburg optraden. Het decor zelf is geïnspireerd door de gigantische sculpturen van de Bayontempel in Angkor, Cambodja. Het toont een tempel gehouwen in vurig oranje kliffen tegen een ultramarijne hemel. Fokine klaagde dat zijn dans tegenover dit spektakel geen aandacht kon trekken.
Bakst paste doorheen de ontwerpen enkele van zijn typische technieken toe, zoals het gebruik van verschillende texturen in een kostuum en het naast elkaar plaatsen van contrasterende patronen en kleuren. De outfits van de dansers waren versierd met zwaar borduurwerk en metalen pailletten in oranje, roze, purper, blauw en wit. Ook parels, tulbanden en lijvige hoofdtooien maakten deel uit van de kostumering. Dit alles doet denken aan de decoratie van godenbeelden uit de Hindoeïstische cultus. Nijinsky's lichaam werd voor het ballet blauw geverfd, de huidskleur van Krishna in afbeeldingen van de godheid.
Het originele kostuum voor de blauwe god is voornamelijk gemaakt uit zijde, satijn en fluweel. Deze luxueuze stoffen werden aangevuld met eenvoudiger panelen uit katoen en rayon met een op de lotusbloem geïnspireerd bloemenmotief. De dominante kleuren van de tuniek zijn rood, blauw, goud, groen en zwart. Patronen met driehoeken en ruiten staan naast curves en halve cirkels. De decoratieve elementen zijn als borduurwerk of appliqué aangebracht, in tegenstelling tot met een goedkopere stenciltechniek. Smaragdgroene pailletten lopen langs de rand van het stuk over olijfgroene vlechten naar beneden. De onderrand van het stuk is versierd met vals parelmoer dat met de hand is opgenaaid. De gouden hoofdtooi is vervaardigd uit een dubbele rij decoratieve punten die met metaaldraad bevestigd zijn op een kapje uit metaalachtig gaas.

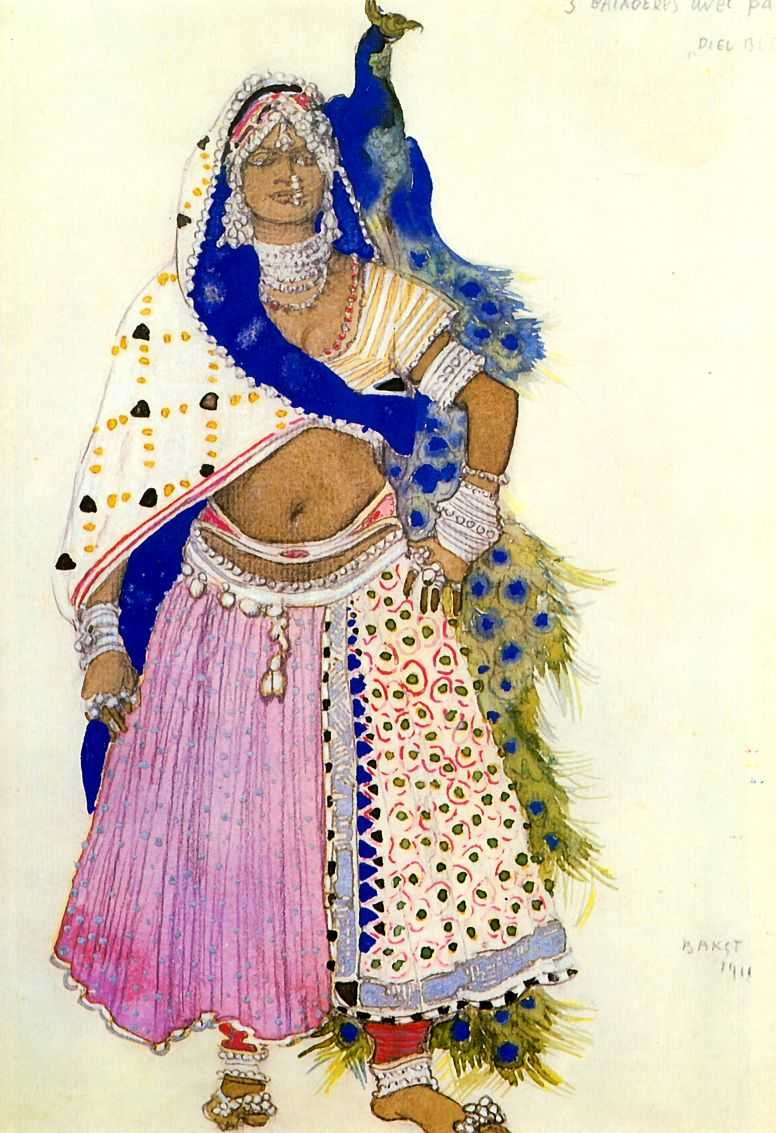
In het kostuum van de dronken tempeldanser combineert Bakst kleuren en patronen (1911)
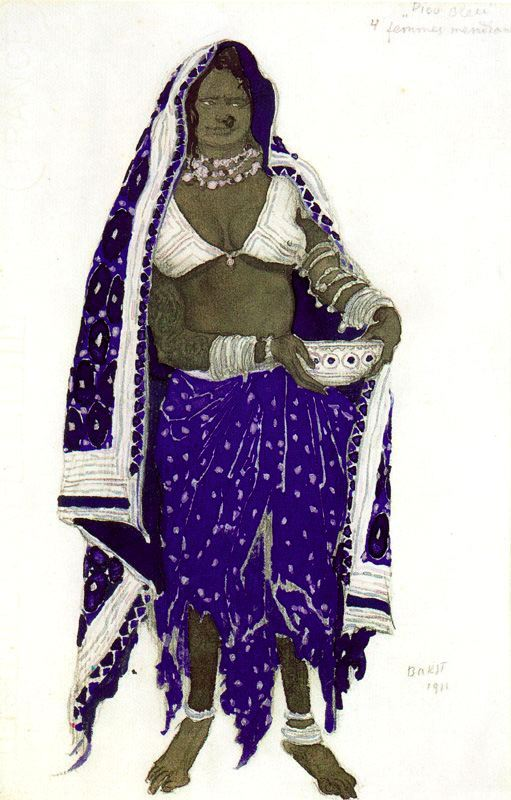
Het kostuum van de bedelaarsvrouw heeft minder kleur en is relatief sober (Bakst, 1911)
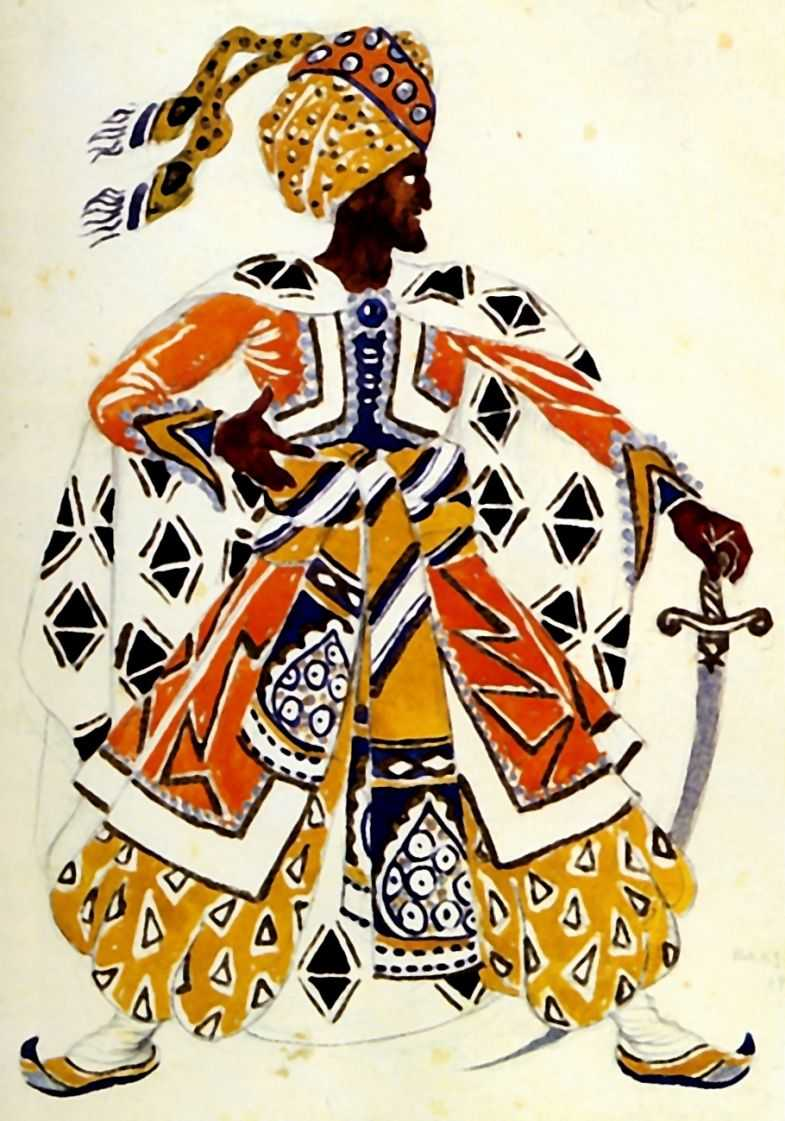
Een ontwerp met zware decoratie, een tulband en oriëntaalse slippers (Bakst, 1911)
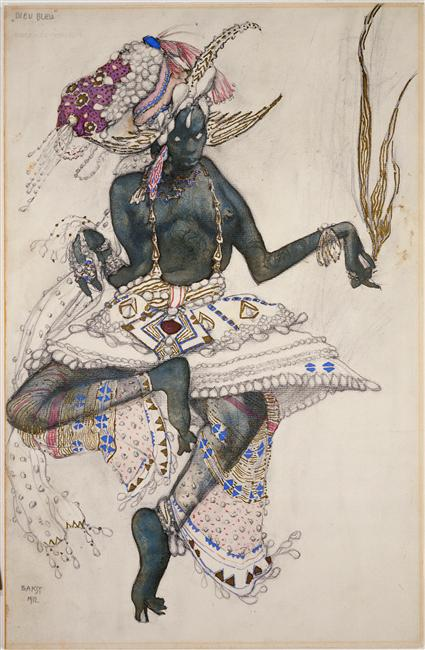
Schets van een Indische demon (Bakst, 1911)

## Producties
| |  |  |
| LINKS: Het kostuumontwerp van Léon Bakst voor de jonge vrouw (1911) RECHTS: Tamara Karsavina in die rol voor de Ballets Russes (1912) |  |  |

Het Ballets Russes gezelschap had al twee exotische balletten naar Parijs gebracht: Cleopatra (1909), gezet in het Oude Egypte, en Sjeherazade (1910) dat zich afspeelt in Perzië. Sergej Diaghilev hoopte het succes van die producties te herhalen met Le dieu bleu, een ballet dat materiaal lichtte uit Indische culturen. Het moest appelleren aan de interesse van de Franse elite in Khmer-kunst sinds de publicatie van Louis Delaportes Cambodjaanse reisverslagen in 1880 en de intrede van koning Sisowath van Cambodja tijdens de koloniale expositie te Marseille in 1906.
Le dieu bleu zou aanvankelijk een van de nieuwe stukken zijn voor het seizoen van 1911, net als Le spectre de la rose, Petroesjka, Narcissus, La Peri en Sadko. Fokine en Bakst waren echter te druk met Ida Rubinsteins ballet Het martelaarschap van Sint Sebastiaan. Diaghilev moest de productie een jaar uitstellen. Op 13 mei 1912 brachten de Ballets Russes Le dieu bleu dan in première in het Théâtre du Châtelet. Vaslav Nijinsky danste de rol van de blauwe god Krishnain; zijn eerste grote rol voor de Ballets Russes. Lydia Nelidova danste als de godin, Tamara Karsavina als de jonge vrouw en Max Frohman als haar geliefde. Michel Federov vertolkte de rol van de hogepriester en Nijinski's zus, Bronislava Nijinska, was de dronken danser.
Het ballet was een flop. Valery Svetlov schreef twee dagen na de première in de Mercure de France dat Le dieu bleu "een falen is in iedere zin van het woord". Het stuk was driemaal in Parijs te zien. Het jaar daarop werd het driemaal in Londen opgevoerd. Het gebrek aan succes zorgde mee voor een breuk tussen Michel Fokine en de Ballets Russes.
Le dieu bleu werd niet meer opgevoerd tot Andris Liepa, verbonden aan het Bolsjojballet, in april 2011 een nieuwe versie naar Londen bracht. Het Kremlinballet danste deze productie. Wayne Eagling, choreograaf voor het English National Ballet, zorgde voor nieuwe dansen. Diverse muziekstukken van Aleksandr Skrjabin vervingen de originele muziek van Hahn. De vormgeving van Bakst werd wel behouden. Nikolai Tsiskaridze vertolkte de blauwe god.